# 병헌
병헌(본명: 이병헌 , 본명 한자: 李秉憲, 1993년 11월 23일 ~ )은 대한민국의 배우이다. 틴탑으로 활동할 당시에 리드래퍼를 맡았었다. 일원으로 활동할 당시에는 엘조라는 예명을 사용했다.

## 학력
- 한국예술고등학교 연극영화과 (졸업)
- 대진대학교 연극영화과 (재학)

## 출연 작품

### 드라마
| 연도   | 방송사   | 제목                                | 배역            | 비고     |
| ------ | -------- | ----------------------------------- | --------------- | -------- |
| 2014년 | tvN      | 《꽃할배 수사대》                   | 엄시우          | 특별출연 |
| 2015년 | OCN      | 《실종느와르 M》                    | 양정호          |          |
| 2015년 | 네이버TV | 《요술병》                          | 공병만          | 웹드라마 |
| 2016년 | SBS      | 《딴따라》                          | 서재훈          |          |
| 2016년 | 네이버TV | 《에브리데이 뉴 페이스》            | 강운            | 웹드라마 |
| 2018년 | KBSW     | 《당찬 우리동네》                   | 기윤국          |          |
| 2018년 | tvN      | 《식샤를 합시다 3》                 | 김진석          |          |
| 2018년 | 네이버TV | 《악동탐정스 시즌2》                | 이인규          | 웹드라마 |
| 2018년 | 네이버TV | 《러블리 파머》                     | 이민혁          | 웹드라마 |
| 2018년 | MBC      | 《신과의 약속》                     | 조승훈          |          |
| 2019년 | SBS      | 《녹두꽃》                          | 번개 / 학동     |          |
| 2019년 | OCN      | 《미스터 기간제》                   | 안병호          |          |
| 2019년 | tvN      | 《날 녹여주오》                     | 젊은시절 김진   | 특별출연 |
| 2019년 | KBS2     | 《KBS 드라마 스페셜 때빼고 광내고》 | 한지후          | 단막극   |
| 2020년 | tvN      | 《화양연화》                        | 젊은시절 주영우 |          |
| 2023년 | MBC      | 《조선 변호사》                     | 영실의 남편     |          |

### 영화
- 2017년《절벽 위의 트럼펫》 - 지오 역

### 연극
- 2017년 《공장장 봉작가》 - 케이 역[3]
- 2017년 《스페셜 라이어》 - 바비 프랭클린 역[4]
- 2017년 《S다이어리》 - 송규현 역 /김아인 역 (1인 2역)[5]
- 2018년 《여도》 - 단종 역
- 2018년 《공장장 봉작가》 - 케이 역
- 2019년 《도둑배우》 - 도둑 역
- 2020년 《비프》 - 지수 역

### 뮤지컬
- 2017년 《은밀하게 위대하게》 - 원류환 역[6]
- 2017년 《그 여름, 동물원》 - 경찬 역